# Theridion kawea
Theridion kawea är en spindelart som beskrevs av Claude Lévi 1957. Theridion kawea ingår i släktet Theridion och familjen klotspindlar. Inga underarter finns listade i Catalogue of Life.